# Mateusz Habrat
Mateusz Habrat (ur. 27 kwietnia 1990) – polski narciarz alpejski i dowolny. Złoty medalista Zimowej Uniwersjady 2013 w narciarstwie dowolnym w konkurencji skicrossu.
W 2013 roku wziął udział w mistrzostwach świata, w których rywalizację w skicrossie ukończył na 45. miejscu.